# Barbie: Life in the Dreamhouse
Barbie et sa maison de rêve (Barbie: Life in the Dreamhouse)  est une web-série de courts métrages d'animation par ordinateur produits par Arc Productions et Mattel. La série a été diffusée à partir du 11 mai 2012 et est disponible sur Barbie.com, YouTube. Les épisodes sont aussi diffusés sur Netflix, de façon regroupée par thème, dans des épisodes de 23-24 minutes.  Deux numéros spéciaux furent diffusés sur Nickelodeon et Nick Jr. le 1er septembre 2013. La série s'est clôturée le 25 novembre 2015. Une nouvelle série tirée Barbie Dreamhouse Adventures est diffusée le 30 mars 2018.

## Synopsis
La série de passe dans une version fictive de Malibu (Californie), États Unis où tous les habitants sont des poupées. Les poupées se comportent comme des humains, même si un certain nombre de gags du show est lié à leur nature de poupées. La série se concentre sur la vie de Barbie, ses amis, ses sœurs, son petit ami, Ken et de nombreux animaux. La série est présentée comme une parodie de reality show montrant des confessions des personnages entre les scènes.

## Distribution
| Rôle                                 | Voix originales     | Voix françaises    |
| ------------------------------------ | ------------------- | ------------------ |
| Barbara « Barbie » Millicent Roberts | Kate Higgins        | Marielle Ostrowski |
| Kenneth « Ken » Carson               | Sean Hankinson (en) | Nicolas Matthys    |
| Skipper Roberts                      | Paula Rhodes        | Julie Basecqz      |
| Stacie Roberts                       | Paula Rhodes        | Aaricia Dubois     |
| Chelsea Roberts                      | Laura Gerow         | Alayin Dubois      |
| Raquel                               | Haviland Stillwell  | Sophie Landresse   |
| Nikki (en)                           | Nakia Burrise (en)  | Audrey d'Hulstère  |
| Teresa (en)                          | Katie Crown         | Claire Tefnin      |
| Tawny                                | Haviland Stillwell  | Alexandra Corréa   |
| Summer                               | Tara Sands (en)     | Delphine Chauvier  |
| Midge Hadley (en)                    | Ashlyn Selich       | Nancy Philippot    |
| Ryan                                 | Charlie Bodin       | Gaëtan Wenders     |
| Grace                                | Lillian Sofia       | n/a                |
| Dressing                             | Todd Resnick        | n/a                |

Version française enregistrée au studio SDI Media (Belgique), sous la direction artistique de Nathalie Stas et David Macaluso, d'après une adaptation des dialogues de Sophie Servais. Informations prélevées des crédits à l'issue du générique de fin sur Netflix.

## Épisodes
| N°       | Épisode  | Titre                       | Diffusion initiale | Durée    | Dans les épisodes Netflix                    |
| Saison 1 | Saison 1 | Saison 1                    | Saison 1           | Saison 1 | Saison 1                                     |
| -------- | -------- | --------------------------- | ------------------ | -------- | -------------------------------------------- |
| 1        | S1E01    | Closet Princess             | 11 mai 2012        | 3 min    | Épisode 2 - 1re partie                       |
| 2        | S1E02    | Happy Birthday Chelsea      | 11 mai 2012        | 3 min    | Épisode 4 - 1re partie                       |
| 3        | S1E03    | Pet Peeve                   | 18 mai 2012        | 3 min    | Épisode 5 - 2e partie                        |
| 4        | S1E04    | Rhapsody in Buttercream     | 18 mai 2012        | 3 min    | Épisode 6 - 1re partie                       |
| 5        | S1E05    | Ken-tastic, Hair-tastic     | 25 mai 2012        | 3 min    | Épisode 5 - 1re partie                       |
| 6        | S1E06    | Party Foul                  | 25 mai 2012        | 3 min    | ---                                          |
| 7        | S1E07    | Day at the Beach            | 1er juin 2012      | 3 min    | Épisode 5 - 3e partie                        |
| 8        | S1E08    | Sticker It Up               | 8 juin 2012        | 3 min    | Épisode 8 - 1re partie                       |
| 9        | S1E09    | Oh How Campy                | 15 juin 2012       | 3 min    | Épisode 6 - 2e partie                        |
| 10       | S1E10    | Bad Hair Day                | 22 juin 2012       | 3 min    | Épisode 6 - 3e partie                        |
| 11       | S1E11    | Licensed to Drive           | 29 juin 2012       | 3 min    | Épisode 2 - 4e partie Épisode 5 - 5e partie  |
| 12       | S1E12    | I Want My BTV               | 6 juillet 2012     | 3 min    | ---                                          |
| 13       | S1E13    | Gifts, Goofs, Galore        | 13 juillet 2012    | 3 min    | Épisode 3 - 1re partie                       |
| 14       | S1E14    | The Barbie Boutique         | 20 juillet 2012    | 3 min    | Épisode 9 - 1re partie                       |
| Saison 2 |          |                             |                    |          |                                              |
| 15       | S2E01    | The Reunion Show            | 11 octobre 2012    | 3 min    | Épisode 6 - 7e partie                        |
| 16       | S2E02    | Closet Princess 2.0         | 18 octobre 2012    | 3 min    | Épisode 2 - 2e partie                        |
| 17       | S2E03    | Sisters Ahoy                | 25 octobre 2012    | 3 min    | Épisode 4 - 2e partie                        |
| 18       | S2E04    | The Shrinkerator            | 1er novembre 2012  | 3 min    | Épisode 2 - 6e partie                        |
| 19       | S2E05    | Plethora of Puppies         | 8 novembre 2012    | 3 min    | Épisode 4 - 4e partie Épisode 12 - 4e partie |
| 20       | S2E06    | Closet Clothes Out          | 15 novembre 2012   | 3 min    | Épisode 2 - 3e partie                        |
| 21       | S2E07    | Accidentally on Porpoise    | 22 novembre 2012   | 3 min    | Épisode 4 - 3e partie                        |
| 22       | S2E08    | Gone Glitter Gone – Part 1  | 29 novembre 2012   | 3 min    | Épisode 8 - 3e partie                        |
| 23       | S2E09    | Gone Glitter Gone – Part 2  | 6 décembre 2012    | 3 min    | Épisode 8 - 4e partie                        |
| Saison 3 |          |                             |                    |          |                                              |
| 24       | S3E01    | Playing Heart to Get        | 7 février 2013     | 3 min    | Épisode 5 - 4e partie                        |
| 25       | S3E02    | Catty on the Catwalk        | 14 février 2013    | 3 min    | Épisode 9 - 2e partie                        |
| 26       | S3E03    | Help Wanted                 | 21 février 2013    | 3 min    | Épisode 9 - 3e partie                        |
| 27       | S3E04    | Spooky Sleepover            | 28 février 2013    | 3 min    | Épisode 3 - 4e partie                        |
| 28       | S3E05    | A Smidge of Midge           | 6 mars 2013        | 3 min    | Épisode 3 - 2e partie                        |
| 29       | S3E06    | Occupational Hazards        | 7 mars 2013        | 3 min    | Épisode 5 - 6e partie                        |
| 30       | S3E07    | Ooh How Campy, Too          | 14 mars 2013       | 3 min    | Épisode 4 - 5e partie                        |
| 31       | S3E08    | Let's Make a Doll           | 21 mars 2013       | 3 min    | Épisode 3 - 3e partie                        |
| Saison 4 |          |                             |                    |          |                                              |
| 32       | S4E01    | Endless Summer              | 26 juin 2013       | 3 min    | Épisode 3 - 5e partie                        |
| 33       | S4E02    | Sour Loser                  | 3 juillet 2013     | 3 min    | Épisode 4 - 7e partie                        |
| 34       | S4E03    | Another Day at the Beach    | 10 juillet 2013    | 3 min    | Épisode 3 - 7e partie                        |
| 35       | S4E04    | Happy Bathday to You        | 17 juillet 2013    | 3 min    | Épisode 4 - 6e partie                        |
| 36       | S4E05    | Cringing in the Rain        | 24 juillet 2013    | 3 min    | Épisode 3 - 6e partie                        |
| 37       | S4E06    | The Ken Den                 | 31 juillet 2013    | 3 min    | Épisode 5 - 7e partie                        |
| 38       | S4E07    | Primp My Ride               | 7 août 2013        | 3 min    | Épisode 2 - 5e partie                        |
| 39       | S4E08    | Mall Maihem                 | 14 août 2013       | 3 min    | Épisode 6 - 4e partie                        |
| 40       | S4E09    | The Upgradening             | 21 août 2013       | 3 min    | Épisode 2 - 7e partie                        |
| Saison 5 |          |                             |                    |          |                                              |
| 41       | S5E01    | Doctor Barbie               | 2 octobre 2013     | 3 min    | Épisode 6 - 5e partie                        |
| 42       | S5E02    | Stuck with You              | 9 octobre 2013     | 3 min    | Épisode 6 - 6e partie                        |
| 43       | S5E03    | The Only Way to Fly         | 16 octobre 2013    | 3 min    | Épisode 8 - 2e partie                        |
| 44       | S5E04    | Perf Pool Party             | 23 octobre 2013    | 12 min   | Épisode 1 - 2e partie                        |
| 45       | S5E05    | Trapped in the Dreamhouse   | 30 octobre 2013    | 12 min   | Épisode 1 - 1re partie                       |
| Saison 6 |          |                             |                    |          |                                              |
| 46       | S6E01    | Style Super Squad – Part 1  | 5 février 2014     | 3 min    | Épisode 9 - 5e partie                        |
| 47       | S6E02    | Style Super Squad – Part 2  | 19 février 2014    | 3 min    | Épisode 9 - 6e partie                        |
| 48       | S6E03    | Little Bad Dress            | 19 mars 2014       | 3 min    | Épisode 9 - 7e partie                        |
| 49       | S6E04    | Going to the Dogs           | 2 avril 2014       | 3 min    | Épisode 12 - 1re partie                      |
| 50       | S6E05    | Dream a Little Dreamhouse   | 16 avril 2014      | 3 min    | Épisode 8 - 5e partie                        |
| 51       | S6E06    | Mayor of Malibu             | 30 avril 2014      | 3 min    | Épisode 8 - 6e partie                        |
| 52       | S6E07    | Bizzaro Barbie              | 28 mai 2014        | 3 min    | Épisode 9 - 4e partie                        |
| 53       | S6E08    | Doll vs. Dessert            | 11 juin 2014       | 3 min    | ---                                          |
| 54       | S6E09    | Going Viral                 | 9 juillet 2014     | 3 min    | Épisode 12 - 2e partie                       |
| 55       | S6E10    | Girls Day Out               | 23 juillet 2014    | 3 min    | Épisode 12 - 3e partie                       |
| 56       | S6E11    | Business is Barking         | 4 septembre 2014   | 3 min    | Épisode 12 - 5e partie                       |
| 57       | S6E12    | When the Cat's Away         | 17 septembre 2014  | 3 min    | Épisode 8 - 7e partie                        |
| 58       | S6E13    | The Amaze Chase             | 5 octobre 2014     | 23 min   | Épisode 7                                    |
| 59       | S6E14    | Ice Ice, Barbie – Part 1    | 15 octobre 2014    | 3 min    | Épisode 11 - 2e partie                       |
| 60       | S6E15    | Ice Ice, Barbie – Part 2    | 29 octobre 2014    | 3 min    | Épisode 11 - 3e partie                       |
| 61       | S6E16    | New Girl In Town            | 10 décembre 2014   | 3 min    | ---                                          |
| Saison 7 |          |                             |                    |          |                                              |
| 62       | S7E01    | Malibu's Empirical Emporium | 17 avril 2015      | 3 min    | ---                                          |
| 63       | S7E02    | Red Carpet Caper            | 24 avril 2015      | 3 min    | Épisode 11 - 4e partie                       |
| 64       | S7E03    | Mission Impawsible          | 1er mai 2015       | 3 min    | Épisode 12 - 7e partie                       |
| 65       | S7E04    | The Telethon                | 8 mai 2015         | 3 min    | Épisode 12 - 6e partie                       |
| 66       | S7E05    | Don't Bet on It             | 21 mai 2015        | 3 min    | ---                                          |
| 67       | S7E06    | Dissin Cousins              | 22 mai 2015        | 3 min    | ---                                          |
| 68       | S7E07    | Alone in the Dreamhouse     | 29 mai 2015        | 3 min    | ---                                          |
| 69       | S7E08    | Mooning Over You            | 16 juin 2015       | 3 min    | ---                                          |
| 70       | S7E09    | Sidewalk Showdown           | 30 juillet 2015    | 3 min    | Épisode 11 - 1re partie                      |
| --       | extra    | Sister's Fun Day            | 1er août 2015      | 23 min   | Épisode 10                                   |
| 71       | S7E10    | Send in the Clones – Part 1 | 27 août 2015       | 3 min    | Épisode 11 - 5e partie                       |
| 72       | S7E11    | Send in the Clones – Part 2 | 11 septembre 2015  | 3 min    | Épisode 11 - 6e partie                       |
| 73       | S7E12    | Send in the Clones – Part 3 | 18 septembre 2015  | 3 min    | Épisode 11 - 7e partie                       |
| 74       | S7E13    | The Fantasticest Journey    | 25 septembre 2015  | 3 min    | ---                                          |

## Composition des épisodes sur Netflix
| Épisodes Netflix                             | Part. | N°  | Épisode | Titre                       | Durée  |
| -------------------------------------------- | ----- | --- | ------- | --------------------------- | ------ |
| 1. La piscine en fête / Le piège du dressing | 1     | 45  | S5E05   | Trapped in the Dreamhouse   | 12 min |
| 1. La piscine en fête / Le piège du dressing | 2     | 44  | S5E04   | Perf Pool Party             | 12 min |
| 2. Best of maison de rêve                    | 1     | 1   | S1E01   | Closet Princess             | 3 min  |
| 2. Best of maison de rêve                    | 2     | 16  | S2E02   | Closet Princess 2.0         | 3 min  |
| 2. Best of maison de rêve                    | 3     | 20  | S2E06   | Closet Clothes Out          | 3 min  |
| 2. Best of maison de rêve                    | 4     | 11  | S1E11   | Licensed to Drive           | 3 min  |
| 2. Best of maison de rêve                    | 5     | 38  | S4E07   | Primp My Ride               | 3 min  |
| 2. Best of maison de rêve                    | 6     | 18  | S2E04   | The Shrinkerator            | 3 min  |
| 2. Best of maison de rêve                    | 7     | 40  | S4E09   | The Upgradening             | 3 min  |
| 3. Best of amis                              | 1     | 13  | S1E13   | Gifts, Goofs, Galore        | 3 min  |
| 3. Best of amis                              | 2     | 28  | S3E05   | A Smidge of Midge           | 3 min  |
| 3. Best of amis                              | 3     | 31  | S3E08   | Let's Make a Doll           | 3 min  |
| 3. Best of amis                              | 4     | 27  | S3E04   | Spooky Sleepover            | 3 min  |
| 3. Best of amis                              | 5     | 32  | S4E01   | Endless Summer              | 3 min  |
| 3. Best of amis                              | 6     | 36  | S4E05   | Cringing in the Rain        | 3 min  |
| 3. Best of amis                              | 7     | 34  | S4E03   | Another Day at the Beach    | 3 min  |
| 4. Best of famille                           | 1     | 2   | S1E02   | Happy Birthday Chelsea      | 3 min  |
| 4. Best of famille                           | 2     | 17  | S2E03   | Sisters Ahoy                | 3 min  |
| 4. Best of famille                           | 3     | 21  | S2E07   | Accidentally on Porpoise    | 3 min  |
| 4. Best of famille                           | 4     | 19  | S2E05   | Plethora of Puppies         | 3 min  |
| 4. Best of famille                           | 5     | 30  | S3E07   | Ooh How Campy, Too          | 3 min  |
| 4. Best of famille                           | 6     | 35  | S4E04   | Happy Bathday to You        | 3 min  |
| 4. Best of famille                           | 7     | 33  | S4E02   | Sour Loser                  | 3 min  |
| 5. Best of Ken                               | 1     | 5   | S1E05   | Ken-tastic, Hair-tastic     | 3 min  |
| 5. Best of Ken                               | 2     | 3   | S1E03   | Pet Peeve                   | 3 min  |
| 5. Best of Ken                               | 3     | 7   | S1E07   | Day at the Beach            | 3 min  |
| 5. Best of Ken                               | 4     | 24  | S3E01   | Playing Heart to Get        | 3 min  |
| 5. Best of Ken                               | 5     | 11  | S1E11   | Licensed to Drive (2è fois) | 3 min  |
| 5. Best of Ken                               | 6     | 29  | S3E06   | Occupational Hazards        | 3 min  |
| 5. Best of Ken                               | 7     | 37  | S4E06   | The Ken Den                 | 3 min  |
| 6. Best of Barbie                            | 1     | 4   | S1E04   | Rhapsody in Buttercream     | 3 min  |
| 6. Best of Barbie                            | 2     | 9   | S1E09   | Oh How Campy                | 3 min  |
| 6. Best of Barbie                            | 3     | 10  | S1E10   | Bad Hair Day                | 3 min  |
| 6. Best of Barbie                            | 4     | 39  | S4E08   | Mall Maihem                 | 3 min  |
| 6. Best of Barbie                            | 5     | 41  | S5E01   | Doctor Barbie               | 3 min  |
| 6. Best of Barbie                            | 6     | 42  | S5E02   | Stuck with You              | 3 min  |
| 6. Best of Barbie                            | 7     | 15  | S2E01   | The Reunion Show            | 3 min  |
| 7. L'incroyable rallye                       | ---   | 58  | S6E13   | The Amaze Chase             | 23 min |
| 8. Best of sœurs                             | 1     | 8   | S1E08   | Sticker It Up               | 3 min  |
| 8. Best of sœurs                             | 2     | 43  | S5E03   | The Only Way to Fly         | 3 min  |
| 8. Best of sœurs                             | 3     | 22  | S2E08   | Gone Glitter Gone – Part 1  | 3 min  |
| 8. Best of sœurs                             | 4     | 23  | S2E09   | Gone Glitter Gone – Part 2  | 3 min  |
| 8. Best of sœurs                             | 5     | 50  | S6E05   | Dream a Little Dreamhouse   | 3 min  |
| 8. Best of sœurs                             | 6     | 51  | S6E06   | Mayor of Malibu             | 3 min  |
| 8. Best of sœurs                             | 7     | 57  | S6E12   | When the Cat's Away         | 3 min  |
| 9. Best of mode                              | 1     | 14  | S1E14   | The Barbie Boutique         | 3 min  |
| 9. Best of mode                              | 2     | 25  | S3E02   | Catty on the Catwalk        | 3 min  |
| 9. Best of mode                              | 3     | 26  | S3E03   | Help Wanted                 | 3 min  |
| 9. Best of mode                              | 4     | 52  | S6E07   | Bizzaro Barbie              | 3 min  |
| 9. Best of mode                              | 5     | 46  | S6E01   | Style Super Squad – Part 1  | 3 min  |
| 9. Best of mode                              | 6     | 47  | S6E02   | Style Super Squad – Part 2  | 3 min  |
| 9. Best of mode                              | 7     | 48  | S6E03   | Little Bad Dress            | 3 min  |
| 10. Une journée entre sœurs                  | ---   | --- | extra   | Sister's Fun Day            | 23 min |
| 11. Best of Malibu                           | 1     | 70  | S7E09   | Sidewalk Showdown           | 3 min  |
| 11. Best of Malibu                           | 2     | 59  | S6E14   | Ice Ice, Barbie – Part 1    | 3 min  |
| 11. Best of Malibu                           | 3     | 60  | S6E15   | Ice Ice, Barbie – Part 2    | 3 min  |
| 11. Best of Malibu                           | 4     | 63  | S7E02   | Red Carpet Caper            | 3 min  |
| 11. Best of Malibu                           | 5     | 71  | S7E10   | Send in the Clones – Part 1 | 3 min  |
| 11. Best of Malibu                           | 6     | 72  | S7E11   | Send in the Clones – Part 2 | 3 min  |
| 11. Best of Malibu                           | 7     | 73  | S7E12   | Send in the Clones – Part 3 | 3 min  |
| 12. Best of animaux de compagnie             | 1     | 49  | S6E04   | Going to the Dogs           | 3 min  |
| 12. Best of animaux de compagnie             | 2     | 54  | S6E09   | Going Viral                 | 3 min  |
| 12. Best of animaux de compagnie             | 3     | 55  | S6E10   | Girls Day Out               | 3 min  |
| 12. Best of animaux de compagnie             | 4     | 19  | S2E05   | Plethora of Puppies         | 3 min  |
| 12. Best of animaux de compagnie             | 5     | 56  | S6E11   | Business is Barking         | 3 min  |
| 12. Best of animaux de compagnie             | 6     | 65  | S7E04   | The Telethon                | 3 min  |
| 12. Best of animaux de compagnie             | 7     | 64  | S7E03   | Mission Impawsible          | 3 min  |